# デビッド・トゥア
デビッド・トゥア（David Tua、1972年11月21日 - ）は、サモア出身のプロボクサー。

## 人物
サモアで生まれ、後にニュージーランドへ移住した。ラグビーオールブラックスのトライゲッター、ヴァアイガ・ツイガマラとは親戚。
アマチュア時代は15歳にしてニュージーランドのチャンピオンになり、19歳で出場したバルセロナオリンピックで銅メダルを獲得した。1992年12月1日のプロデビュー後も順調に勝ち続けるも、28戦目にしてアイク・イベアブチ（ナイジェリア）に判定で敗れ初の挫折を味わうこととなった。2000年11月11日にレノックス・ルイスが保持していたWBA・IBF世界ヘビー級タイトルに挑戦するが判定で敗れた。トゥアの世界戦はこの1試合のみに止まっている。しかしジョン・ルイス、オレグ・マスカエフ、ハシーム・ラクマンやロバート・ダニエルズ、マイケル・モーラーなど後の世界チャンピオンや元世界王者などからKO勝利を挙げており、全盛期には当時のヘビー級においてトップ選手の一人と目されていた。2003年にリングマガジンが発表した「史上最も偉大なパンチャー100人」に選出され、48位にランクされている。
2009年10月3日、1度目の引退撤回。約1年半ぶりとなる試合でシェーン・キャメロンを2回KOで破り復帰戦を勝利を飾る。
2011年8月13日、モンテ・バレットと対戦、3-0で僅差の判定負けを喫し、引退を表明した。
2013年11月16日、2度目の引退撤回。約2年ぶりの試合、ニュージーランドにてアレクサンダー・ウスティノフと『ゴリアテ対ダビデ』(ウスティノフ2.02mに対しトゥア1.78m)と銘打たれた興行で対戦。この試合に賭けていたトゥアは、朝4時30分からランニングをするなど、新たにトレーニングに取り入れたフィットネスプログラムに8ヶ月前から取り組み、最高で155kgあった体重を107kgまで絞って試合当日を迎えた。試合は体格で劣る上に衰えを隠せない40歳のトゥアはいい場面を作れないまま一方的に試合を支配され続け3-0(119-109, 119-110, 119-108)で大差判定負けを喫し、試合後に引退を表明した。

## 獲得タイトル
- WBCインターナショナルヘビー級王座
- USBA全米ヘビー級王座
- IBFインター・コンチネンタルヘビー級王座
- NABF北米ヘビー級王座
- WBOアジアパシフィックヘビー級王座
- WBOオリエンタルヘビー級王座